# Jean-Baptiste de Mascon
Jean-Baptiste de Mascon est un homme politique français né en 1737 au château de Ludesse à Champeix (Puy-de-Dôme) et décédé le 30 août 1811 à Clermont-Ferrand (Puy-de-Dôme).
Mousquetaire noir de la Maison du roi, il est représentant de la noblesse pour l'assemblée de Clermont, en 1787. Il est de nouveau député de la noblesse aux États généraux de 1789 pour la sénéchaussée de Riom. Opposé aux réformes, il siège peu et émigre dès 1791. Il rentre en France sous le Consulat.

## Sources
- « Jean-Baptiste de Mascon », dans Adolphe Robert et Gaston Cougny, Dictionnaire des parlementaires français, Edgar Bourloton, 1889-1891 [détail de l’édition]